# Lámpara fluorescente compacta

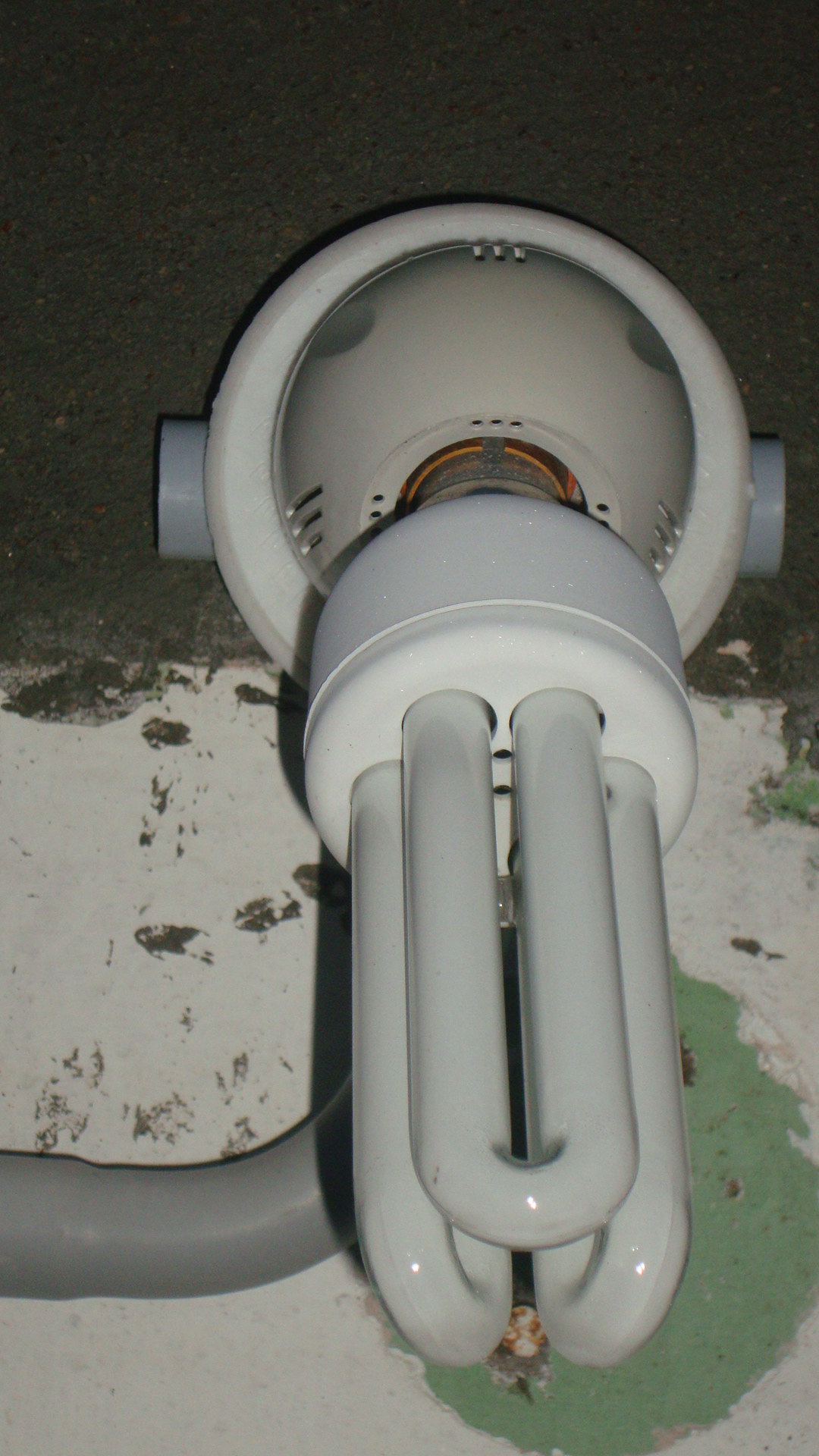
Una lámpara fluorescente compacta.

La lámpara fluorescente compacta o  lámpara fluocompacta (LFC) es un tipo de lámpara que aprovecha la tecnología de los tradicionales tubos fluorescentes para hacer lámparas de menor tamaño que puedan sustituir a las lámparas incandescentes con pocos cambios en la armadura de instalación y con menor consumo. La luminosidad emitida por un fluorescente depende de la superficie emisora, por lo que este tipo de lámparas aumentan su superficie doblando o enrollando el tubo de diferentes maneras. Otras mejoras en la tecnología fluorescente han permitido asimismo aumentar el rendimiento luminoso máximo desde los 40-50 lm/W hasta alcanzar los 80 lm/W, aunque su eficacia media actual en el mercado es de en torno a los 58 lm/W, que ha sido superado ampliamente por muchas lámparas tipo led. También la sustitución de los antiguos electromagnéticos por balastos electrónicos ha permitido reducir el peso y el característico parpadeo de los fluorescentes tradicionales.
En comparación con las lámparas incandescentes, las LFC tienen una vida útil más larga y consumen menos energía eléctrica para producir la misma cantidad de luz. Como desventajas, su reproducción de los colores, aunque actualmente es buena (IRC>80), no alcanza el espectro continuo de las incandescentes o halógenas (IRC=100), normalmente no alcanzan su máximo brillo de forma inmediata y es más problemático deshacerse de las viejas, pues hay que llevarlas a lugares específicos, ya que contienen residuos tóxicos. Además no es adecuado su uso en lugares cerrados pequeños o con temperatura alta, ya que se reduce drásticamente la duración por el rápido deterioro de la electrónica pudiendo llegar a explotar por sí solas bajo condiciones muy extremas.

## Teoría

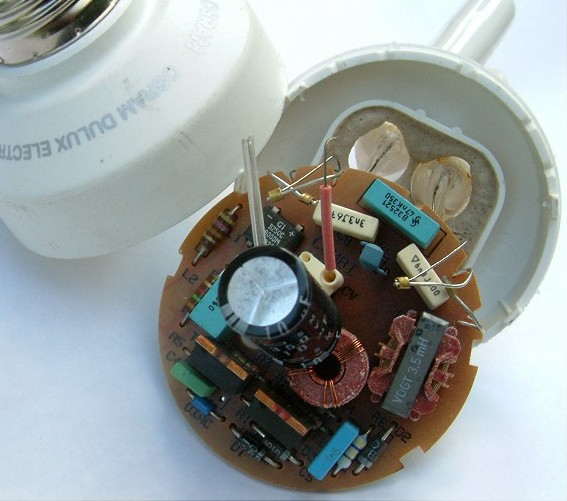
Balasto electrónico de una lámpara fluorescente compacta o LFC.

El funcionamiento de una lámpara fluorescente compacta es el mismo que el de un tubo fluorescente común, excepto que es mucho más pequeña y manejable.
Cuando se enrosca la LFC en un portalámparas (tipo Edison E27 o E14, igual al que utilizan la mayoría de las lámparas de incandescencia), al accionar el interruptor de encendido, la corriente eléctrica alterna pasa por el balasto electrónico, donde un rectificador diodo de onda completa la convierte en corriente continua. A continuación un circuito oscilador, compuesto fundamentalmente por un circuito transistorizado que funciona como amplificador de corriente, una bobina o transformador (reactancia inductiva) y un condensador (reactancia capacitiva), se encargan de originar una corriente alterna con una frecuencia de entre 20 y 60 kHz.
El objetivo de esa alta frecuencia es disminuir el parpadeo que provoca el arco eléctrico que se crea dentro de las lámparas fluorescentes cuando se encuentran encendidas. De esa forma se anula el efecto estroboscópico que normalmente se crea en las antiguas lámparas fluorescentes de tubo recto cuando funcionaban con balastos electromagnéticos (no electrónicos). En las lámparas fluorescentes antiguas el arco que se origina tiene una frecuencia de tan sólo 50 o 60 Hz, que es la de la red eléctrica a la que están conectadas.
Cuando los filamentos de una LFC se calientan por el paso de la corriente, el aumento de la temperatura ioniza el gas inerte habitualmente argón o neón, que contiene el tubo en su interior, creándose un puente de plasma entre los dos filamentos. A través de ese puente se origina un flujo de electrones que aporta las condiciones necesarias para que el balasto electrónico genere una chispa y se inicie un arco eléctrico entre los dos filamentos. En este punto del proceso los filamentos se apagan (cesa su incandescencia) y su misión es actuar como electrodos para mantener el arco eléctrico durante todo el tiempo que permanezca encendida la lámpara. El arco eléctrico no produce directamente la luz en estas lámparas, pero su existencia es fundamental para que se produzca ese fenómeno.
Una vez que los filamentos de la lámpara se han apagado, la única misión del arco eléctrico será continuar y mantener el proceso de ionización del gas inerte. De esa forma, los iones desprendidos del gas inerte al chocar contra los átomos del vapor de mercurio contenido dentro del tubo dan lugar a que los átomos de mercurio se exciten y comiencen a emitir fotones de luz ultravioleta en la desexcitación subsiguiente. La luz ultravioleta no es visible para el ojo humano, pero al ser absorbidos por la capa de sustancia fluorescente que recubre la pared interna del tubo, hace que los átomos de flúor se exciten y que emitan fotones de luz visible al desexcitarse. El resultado final es que la lámpara emite luz visible hacia el exterior.

## Mercado

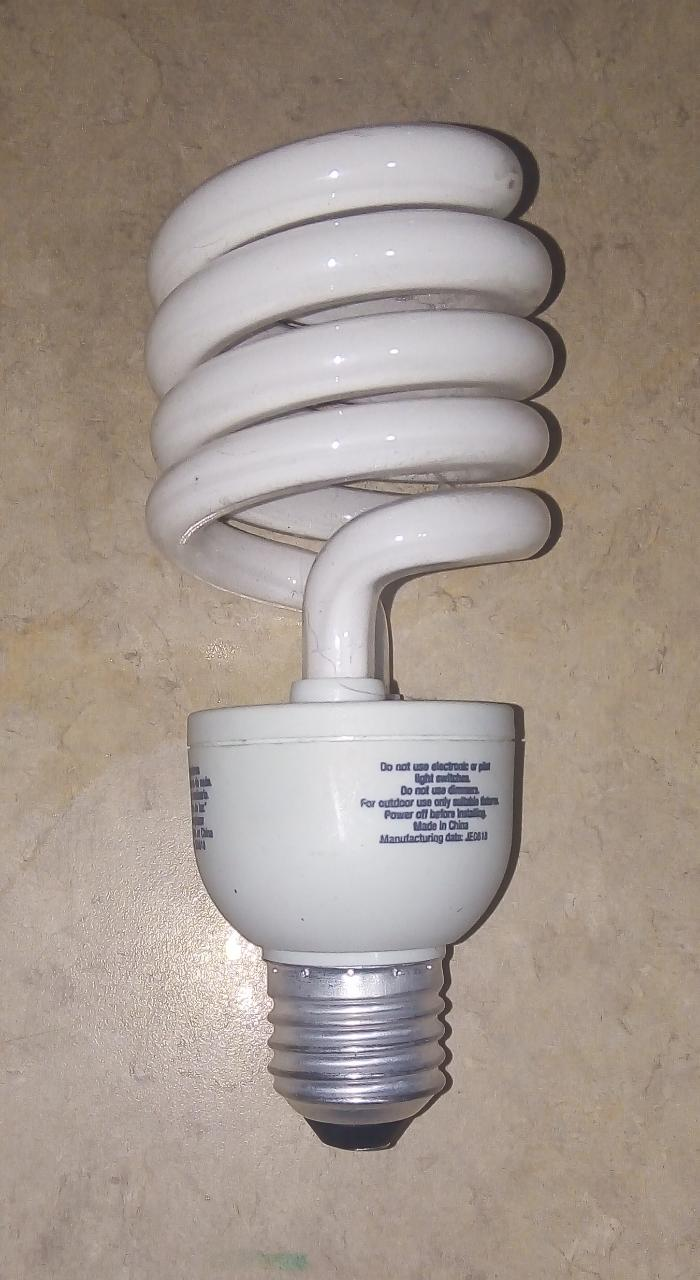

Presentadas mundialmente a principios de los años ochenta, las ventas de las LFC se han incrementado constantemente debido a las mejoras en su funcionamiento y la reducción de sus precios. El más importante avance en la tecnología de las lámparas fluorescentes (incluidas las LFC) ha sido el reemplazo de los balastos magnéticos o cebadores (transformadores usados para su encendido) por los electrónicos. Este reemplazo ha permitido la eliminación del efecto de "parpadeo" y del lento encendido tradicionalmente asociados a la iluminación fluorescente, así como un importante reducción del peso de la propia lámpara.
Actualmente las lámparas compactas fluorescentes utilizan casi un 80 % menos de energía (por lo que producen un 80 % menos de calor) y pueden durar hasta 12 veces más, ahorrando así dinero en la factura eléctrica y en la inversión de comprarlas. 
El mercado de LFC se ha impulsado por la producción de lámparas que pueden ser integradas o no. Las primeras contienen un tubo, un balasto electrónico y un borne atornillable en un portalámparas corriente, lo que permite que sean sustituidas fácilmente. Las lámparas no integradas permiten el reemplazo del tubo y el uso prolongado del balasto, pues el balastro electrónico tiene mayor duración que el tubo y puede ser más caro. 
Se estima que la sustitución de las bombillas incandescentes en la Unión Europea ahorraría al menos 20 millones de toneladas de CO2 al año, lo que equivaldría a cerrar varias centrales de producción de energía eléctrica.[cita requerida]
Las lámparas LFC se fabrican para uso con corriente alterna y con corriente continua. Estas últimas suelen usarse para la iluminación interna de las caravanas (casas rodantes) y en luminarias activadas por energía solar fotovoltaica. En algunos países suelen usarse estas últimas como reemplazo de las linternas a base de queroseno.

## Comparación de consumos
En la tabla siguiente se comparan potencias eléctricas de distintos tipos de lámparas para un mismo flujo luminoso.[cita requerida]
| Incandescente | Compacta CFL | CCFL | LED     | Lúmenes |
| ------------- | ------------ | ---- | ------- | ------- |
| 25 W          | 5 W          | -    | 3 a 4 W | 249     |
| 40 W          | 9 W          | 5 W  | 5 a 7 W | 470     |
| 60 W          | 15 W         | 7 W  | 8 a 10W | 806     |
| 75 W          | 18, W        | 11 W | 11 W    | 1055    |
| 100 W         | 25 W         | 14 W | 15 W    | 1521    |
| 125 W         | 36 W         | 18 W | 20 W    | 2000    |
| 150 W         | 42 W         | 23 W | 23 W    | 2452    |

Las LFC tienen una duración media de 8000 horas de funcionamiento. La duración media de una lámpara incandescente está entre 500 y 2000 horas de funcionamiento dependiendo de su exposición a picos de tensión y a golpes y vibraciones mecánicas, además de la calidad de la propia lámpara. Esto mejora en los nuevos modelos.
Las LFC consumen aproximadamente una cuarta parte de la potencia de las incandescentes. Por ejemplo, una LFC de 15 W produce una luminosidad similar a una incandescente de 60 W, es decir, que el rendimiento luminoso de la LFC es de aproximadamente 56-60 lúmenes/W.
El kilovatio-hora es la unidad usada para medir el consumo de energía eléctrica en la mayoría de los países. El coste de la electricidad en España oscila alrededor de los 0,18 € por cada kilovatio-hora (dato del año 2013). Seguidamente, se muestra un cálculo que ilustra los costes de aplicación de cada tipo de lámpara.
| Lámpara incandescente | {\displaystyle (75\,\mathrm {W} )\times (8000\,\mathrm {h} )\times \left({\frac {0,18\;EU\!R}{1000\,\mathrm {W} \cdot \mathrm {h} }}\right)=108\;EU\!R}                        |
| CFL                   | {\displaystyle \left(20\,\mathrm {W} \right)\times \left(8000\,\mathrm {h} \right)\times \left({\frac {0,18\;EU\!R}{1000\,\mathrm {W} \cdot \mathrm {h} }}\right)=28,8\;EU\!R} |

Los cálculos anteriores toman en cuenta el influjo del calentamiento de la lámpara sobre los costos de energía. La energía que no se usa en la generación de luz, se convierte en energía calorífica. Por tanto, las lámparas incandescentes producen sustancialmente más calor que las CFL para una determinada potencia luminosa. Durante los meses fríos, las lámparas incandescentes pueden ayudar a calentar las habitaciones y oficinas; pero en los meses cálidos, éstas lámparas hacen que los sistemas de aire acondicionado tengan que gastar más energía eléctrica para el enfriamiento.

## Colores de luz de lámparas compactas

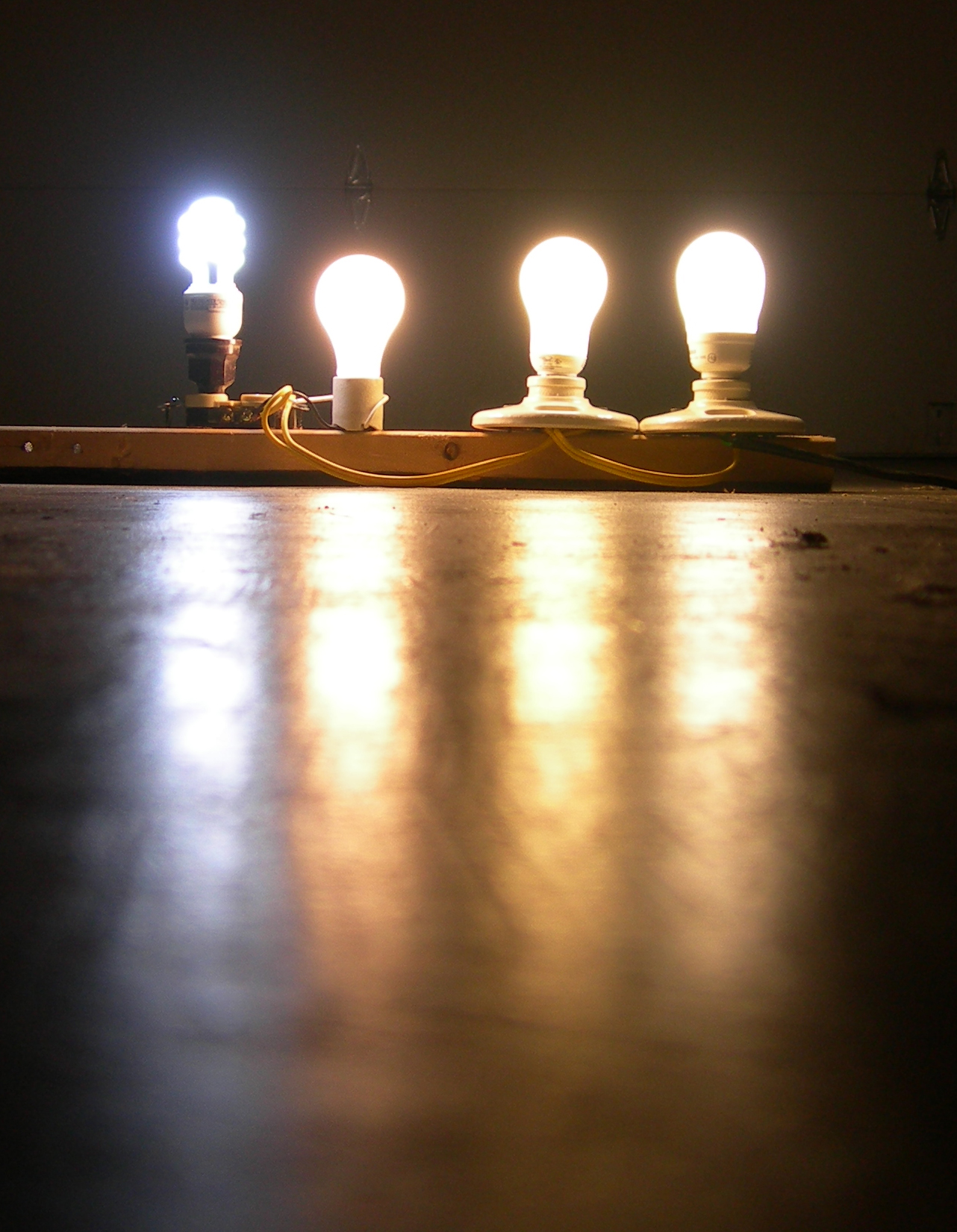
Esta fotografía de diversas lámparas ilustra el efecto de las diferencias de temperatura de color.

Las lámparas de colores "blanco cálido" (2700 K a 3000 K) proporcionan un color similar al de las lámparas incandescentes, algo amarillenta en apariencia. Las lámparas "blanca", "blanca neutra" o "blanco medio" (3500 K a 4400 K) producen una luz blanca pura, más blanca que la de una lámpara incandescente. Las lámparas blanco frío, llamadas también "luz día" (hasta 6500 K) emiten un blanco con tendencia notable al azulado.
La "K", es símbolo del kelvin, unidad de temperatura en el Sistema Internacional de Unidades y, desde este punto de vista, supone el color de la luz emitida por una fuente luminosa comparada con la de un cuerpo negro a esa misma temperatura; por ello se llama temperatura de color y determina la composición de colores de la luz. Cuanto mayor sea esta cifra, más "fría" es la luz (más se acerca al blanco puro). Efectivamente, cuando empieza a calentarse un cuerpo negro, emite con radiación de onda larga invisible (infrarrojo), luego empieza a emitir en espectro visible (rojo oscuro); cuanto mayor sea su temperatura, se van asociando (y mezclando) los colores del espectro (arco iris: rojo, anaranjado, amarillo...), hasta llegar al azul, aproximadamente hacia los 6500 K. Cuanto más baja sea la temperatura, domina más el rojo (luz más cálida) y cuando sube, se va acercando a la luz del día (luz solar) o luz blanca, más fría. Sin embargo, la temperatura de color no representa todas las posibilidades que tienen las lámparas, pues, mediante adición de componentes se puede conseguir que la lámpara emita luces de cualquier parte del espectro, prescindiendo de las intermedias o potenciando alguno de los colores.
Los nombres de color asociados con una temperatura de color particular no están normalizados en las CFL modernas y en las lámparas de trifósforo como éstas con el estilo de las antiguas lámparas fluorescentes de halofosfato. Existen variaciones e inconsistencias entre diversos fabricantes. Por ejemplo, las CFL fabricadas por Sylvania tienen una temperatura de color de 3500 K, aunque la mayoría de las lámparas que tienen la etiqueta "daylight" tienen temperaturas de color de, al menos, 5000 K. Algunos fabricantes no incluyen este valor en las cajas de las lámparas, pero esta situación empieza a corregirse ahora que se espera que los criterios de la norma estadounidense Energy Star para LFC requieran este valor impreso, en su revisión 4.0.
Las CFL son producidas también en otros colores menos comunes, como:
- rojo, verde, naranja, azul y rosa, principalmente para usos decorativos.
- amarilla, para iluminación exterior, porque repele a los insectos.
- "Luz oscura" o "Luz negra" (nombre vulgar de la luz ultravioleta cercana, por no ser visible pero producir fluorescencia), para efectos especiales y comprobadores de billetes falsos.

Las CFL con fósforo generador de rayos UVA (radiación ultravioleta A), son una fuente eficiente de luz ultravioleta de onda larga ("luz oscura"), mucho más que las lámparas incandescentes de "luz oscura", ya que la cantidad de luz ultravioleta que produce el filamento de estas últimas es acorde a la radiación del llamado cuerpo negro y la radiación ultravioleta es solo una fracción del espectro luminoso generado.
Al ser una lámpara de descarga de gas, la CFL no genera todas las frecuencias de luz visible, por lo que el índice de reproducción (IRC) (renderizado) de color es inferior al de las lámparas incandescentes o las halógenas. Esto comienza a subsanarse con las lámparas trifósforo o RGB, que generan igual cantidad de ondas en rojo, verde y azul, permitiendo una reproducción más real de los colores.

## Mitos y realidades
Hasta hace pocos años, estas lámparas tenían algunos inconvenientes y limitaciones, heredados de la tecnología del tubo fluorescente clásico. Las lámparas fluorescentes compactas actuales han mejorado ostensiblemente la tecnología fluorescente inicial gracias a la electrónica y la mejora de los compuestos luminiscentes. No obstante, algunas características de estas luminarias son objeto de polémica, especialmente tras el inicio de la prohibición de las bombillas incandescentes convencionales en la Unión Europea a partir de septiembre de 2009.

### Toxicidad
Las lámparas fluorescentes contienen mercurio, un metal pesado utilizado en forma de gas para producir radiación ultravioleta (no visible), que luego un recubrimiento fluorescente convierte en luz visible. El envenenamiento por mercurio es muy dañino para la salud de humanos, peces y aves.

### Vida útil
Los ciclos de encendido y apagado de las bombillas CFL afectan la duración de su vida útil, de manera que las bombillas sometidas a frecuentes encendidos pueden envejecer antes de lo que marca su duración teórica, reduciendo por tanto el ahorro económico y energético. Esto es aplicable en lugares de uso puntual, como pasillos o aseos. Deben evitarse también las bombillas en luminarias muy cerradas, pues las altas temperaturas también reducen su vida útil.
La controversia se ha visto agravada por la mala calidad de muchas de las bombillas distribuidas en el mercado: un estudio de 2006 demostró que más de la mitad de las bombillas de ciertas marcas duraban menos de 100 horas, en lugar de las 3000 u 8000 anunciadas.

### Arranque paulatino
Los primeros modelos, aparecidos en las décadas de 1980 y 1990, requerían temperaturas relativamente altas para generar una emisión luminosa suficiente. Puesto que esos modelos usaban balastros electromagnéticos y arrancadores, igual que un tubo fluorescente lineal, no solo debían ganar temperatura, sino que además el encendido producía parpadeos. Desde mediados de la década de 1990, el balasto electromagnético y el arrancador fueron reemplazados por un transformador electrónico, mal llamado balasto electrónico, que junto a las mejoras en las substancias fluorescentes presentes en el tubo, han mejorado los tiempos de encendido, así como el tiempo requerido para alcanzar su máxima luminosidad. Sin embargo en lugares de tránsito, tales como pasillos, el retardo en el encendido puede resultar molesto y poco práctico.

### Zumbido
Las lámparas con equipo electromagnético tendían a zumbar al ritmo de la frecuencia de la red eléctrica, que funciona en 50 Hz o 60 Hz de acuerdo con el país, independientemente de la tensión. Las lámparas electrónicas no usan balastro sino un transformador electrónico muy optimizado que produce la alta tensión de arranque a altísimas frecuencias, condición que ayuda a la creciente disminución del tamaño. Esta altísima frecuencia disminuye casi por completo el parpadeo o flicker.

### Escasa potencia
Hasta inicios del siglo XXI, las CFL tenían un rendimiento más bajo, tardaban en arrancar y eran falibles. Hoy en día, una CFL de 24 W puede reemplazar a una bombilla incandescente 100 W con incluso más flujo luminoso. El problema sigue siendo el gran tamaño de las bombillas de alta potencia, que frecuentemente no caben en las lámparas convencionales, o resultan poco estéticas.
Muchos usuarios afirman además que la potencia teórica de las CFL no es real, y que iluminan menos de lo que se dice en las etiquetas, así como que existía una equivalencia de potencia con incandescente demasiado alta u optimista. Esto es muchas veces cierto: sin embargo, esta impresión se debe a las numerosas bombillas etiquetadas con una potencia sensiblemente mayor a su potencia real, y es por tanto un problema de las agencias de control de calidad, y no de la tecnología en sí.
Para solucionarlo, las actuales lámparas vienen con la expresión del flujo luminoso que emiten, en lúmenes. Dado que las lámparas incandescentes tenían un rendimiento entre 10...15 lum/W (mayor cuanto mayor fuera la potencia) bastaría dividir el flujo impreso en la etiqueta por 10...15 para hallar la equivalencia aproximada de la nueva lámpara con una antigua.

### Seguridad
Los tubos fluorescentes equipados con balasto magnético pueden explotar si éste entra en cortocircuito, dado que en este estado equivale a un trozo de cable que conecta el tubo directamente a la red eléctrica, sobrecargándolo. La lámpara fluorescente con balastro magnético ha sufrido estos problemas, pero la electrónica está completamente exenta, dado que contiene un transformador electrónico que aísla el tubo de la red, incluso en las peores condiciones, de manera que los modelos de hoy son más seguros que cualquier lámpara, excepto las led. Normalmente éstas solo se rompen por golpes indebidos o accidentales, de modo que basta con usarlas dentro de un buen artefacto o en una posición donde estén protegidas de impactos.

### Frialdad de la luz
Los tubos fluorescentes casi siempre se asocian con una luz blanca tendiendo a azul, lo cual puede ser un problema para personas acostumbradas a la calidez de la luz de una lámpara incandescente. Hoy en día pueden adquirirse lámparas fluorescentes compactas en colores como luz día, neutro y cálido. Luz día es la clásica luz fluorescente, cálido es una coloración amarillenta parecida a la que emite la lámpara incandescente, y neutro es un término medio entre las dos. También existen las lámparas tri-fósforo, que emiten iguales cantidades de luz roja, azul y verde, generando un blanco más perfecto que reproduce con precisión todos los colores. Además, empiezan a aparecer lámparas fluorescentes que emiten en rojo, azul, verde, amarillo, ámbar y la llamada luz negra.
En cualquier caso, la "calidez" de la luz no depende solo de su temperatura de color, sino también de la iluminancia. Para iluminancias bajas se aprecian los colores cálidos, pero se admiten colores "fríos" cuando la iluminancia es alta, sin que parezca que lo son. El modelo de luz blanca es el sol, pero emite con tal potencia que nadie diría que es una luz fría. En este sentido, ver las curvas de Kruithof.

### Interferencias
Las bombillas de bajo consumo utilizan un pequeño transformador con un oscilador que produce interferencias de radio y electromagnéticas. No sólo eso, algunos modelos interfieren exactamente en la banda de 2,4 GHz, por lo que anulan la cobertura de las redes WiFi. En equipos de audio, como micrófonos a tubo (bulbo), fuentes de alimentación y similares, producen ruidos como los que produce la falta de toma de tierra (gnd), o por el contrario a dejar sin tierra (lift) capta señales de radioemisoras.

### Reciclado
Uno de sus inconvenientes, es que por contener pequeñas cantidades de mercurio, estas bombillas deben reciclarse convenientemente, depositándolas en lugares adecuados. No se pueden tirar a la basura ni al reciclado de vidrio, debido a que al romperse liberan mercurio, favoreciendo el envenenamiento por mercurio.

## Medio ambiente
El uso de las lámparas y tubos fluorescentes tiene implicaciones ambientales, ya que contienen mercurio, un potente contaminante. Cada lámpara contiene miligramos de dicho metal. A nivel mundial no hay aún leyes y disposiciones legales, respecto a qué hacer con los residuos producidos por estas lámparas. De momento se realiza el almacenamiento de tubos y lámparas fluorescentes en recipientes estancos.
Pese a la falta de una normativa adecuada de tubos y lámparas fluorescentes, la utilización de los mismos es defendida por algunas organizaciones ambientalistas, ya que su uso en lugar de la lámparas incandescentes, con el consiguiente ahorro de energía, minimiza la emisión de gases de efecto invernadero y contaminantes por parte de las plantas de generación de energía termoeléctrica. Sin embargo, recientes estudios respaldan la postura de otras organizaciones ambientalistas, quienes critican que se está pagando un precio muy caro con la utilización masiva de las lámparas de bajo consumo debido al envenenamiento por mercurio.

## Otras tecnologías de CFL
Otro tipo de lámpara fluorescente es la fluorescente sin electrodos, conocida como lámpara radiofluorescente o de inducción fluorescente. A diferencia de otras lámparas fluorescentes convencionales, la iluminación se lleva a cabo mediante inducción electromagnética. Esta inducción es efectuada mediante un núcleo de ferrita con un embobinado de hilo de cobre que se introduce en el bulbo de la lámpara encapsulado en una cubierta de vidrio con figura de "U" invertida. El embobinado es energizado con corriente alterna a una frecuencia de 2,65 o 13,6 MHz; esto ioniza el vapor de mercurio de la lámpara, excitando el recubrimiento interno de fósforo y produciendo luz. La ventaja principal que ofrece esta tecnología es el enorme aumento en la vida útil de la lámpara, la cual es típicamente estimada en 60 000 horas.
Otra variante de las tecnologías existentes de CFL son los bulbos o lámparas con un recubrimiento externo de nanopartículas de dióxido de titanio. Esta sustancia es un fotocatalizador que se ioniza cuando es expuesto a las radiaciones ultravioleta producidas por la CFL, siendo capaz de convertir oxígeno en ozono y agua en radicales hidroxilos, lo que neutraliza los olores y elimina bacterias, virus y esporas de moho.
La lámpara de luz fluorescente de cátodo frío (CCFL, por sus siglas en inglés cold cathode fluorescent lamp) es una de las formas más nuevas de CFL. Las lámparas CCFL usan electrodos sin filamentos. El voltaje que atraviesa a estas lámparas es casi 5 veces superior al de las lámparas CFL y la corriente entre sus terminales es de alrededor de 10 veces menor. Las lámparas CCFL tienen un diámetro de casi 3 mm y son usadas en la retroiluminación de los monitores delgados. Su tiempo de vida útil es de aproximadamente 30 000 a 50 000 horas y su rendimiento luminoso es igual a la mitad de las lámparas CFL.

### Tratamiento de los medios de información
La principal cuestión es cómo los medios tratan la rentabilidad de las bombillas de bajo consumo. Si dicen la verdad o la ocultan para vender el desarrollo tecnológico dejando de lado la verdadera realidad de este asunto.
En la mayoría de los casos el contenido de las noticias se dirige a una misma dirección. Cuando se trata el cambio de las bombillas halógenas por las de bajo consumo, la información se centra en destacar el progreso que supone adaptarse a los nuevos tiempos y evolucionar tecnológicamente con estos cambios. En ningún momento las noticias cuestionan la profesionalidad de los comerciantes al vender las bombillas de bajo consumo: estos solo dicen los aspectos positivos.
Por otra parte, las grandes marcas comerciales siguen el mismo camino. Marcas de iluminación o de aparatos electrónicos como Toshiba han acaparado noticias para mostrar sus teorías sobre las ventajas de las bombillas de bajo consumo con el objetivo de revalorizar su marca, poniéndose del lado del usuario y aconsejándole en su compra, de nuevo sin advertir de los inconvenientes.
Además, existe una línea mediática que plantea la efectividad de algunas medidas del gobierno, entre ellas la de instaurar y fomentar la plena distribución de las bombillas de bajo consumo sobre la población. Actuaciones como la del nuevo plan de ahorro energético han dado a conocer que para ahorrar, primero los españoles tendrán que poner de su parte y de su dinero porque el gasto aumentará. Asimismo, se plantea la alerta de que algunas medidas del gobierno no han funcionado, como el caso del reparto de bombillas de bajo consumo que luego no han salido rentables.
Finalmente, la sintonía de los medios de información gira según las actuaciones y las medidas que se lleven a cabo. En este sentido, ahora se va conociendo que las bombillas de bajo consumo son rentables siempre y cuando permanezcan encendidas durante un largo tiempo. 

### En español
- Alternativas al bajo consumo CFL
- Página de AMBILAMP, asociación sin ánimo de lucro de los fabricantes de CFL para la gestión de residuos
- ABN.Info.ve (Agencia Bolivariana de Noticias, de Venezuela: «La revolución energética sustituirá 1,5 millones de bombillos»).
- AsiFunciona.com Archivado el 12 de octubre de 2007 en Wayback Machine. (cómo funcionan las lámparas ahorradoras).
- AsiFunciona.com Archivado el 11 de octubre de 2007 en Wayback Machine. (tablas y datos acerca de las lámparas CFL]
- 204.133.207.2 (las luces fluorescentes compactas tienen $entido, página del gobierno de Longmont (EE. UU.)]
- EERE.Energy.gov (ahorro de energía: iluminación; página del Departamento de Energía de EE. UU.)..
- Bombillas de bajo consumo: ¿Ilegales? ¿Tóxicas?
- Mitos sobre las bombillas de bajo consumo
- Lámparas CLF
- Bombillas de bajo consumo, ahorro o timo?

### En inglés
- IRC.Nrc-Cnrc.gc.ca (compact fluorescent lamps: what you should know).
- EnergyStar.gov Archivado el 7 de febrero de 2009 en Wayback Machine.
- Sustainable.Energy.sa.gov.au (cálculos de ahorro de energía, página del gobierno de Australia del Sur).
- EnvironmentalDefense.org (campaña de cambio a CFL de la ONG Defensa Ambiental)
- CharityGuide.org (calentamiento global).
- Science.HowStuffWorks.com (¿cuánto carbón se requiere para una lámpara de 100 W encendida 24 horas al año?).
- LampRecycle.Org
- NEMA.org (mercurio en las CFL)
- Members.Misty.com (realidad y recomendaciones de las CFL)
- Informe y análisis de Lighting Research Center sobre la iluminación de "espectro completo"
- Página de Project Porchlight, ONG de Ottawa, Canadá
- Ahorro de energía en el Reino Unido y subsidios al consumo de CFL
- Savingenergy.org.uk
- OneBillionBulbs.com (costo-ahorro y beneficio ambiental de las CFL).
- fastcompany.com (Wal-Mart y General Electric se esfuerzan en crear la revolución CFL).
- 1MiljoenSpaarLampen.nl (en Holanda, Greenpeace moviliza a la gente para cambiar un millón de lámparas incadescentes a CFL).

- Datos: Q207571
- Multimedia: Compact fluorescent light bulbs / Q207571